# Порохівська травертинова скеля
Порохі́вська траверти́нова ске́ля — комплексна пам'ятка природи місцевого значення в Україні. Розташована на території Чортківського району Тернопільської області, на південній околиці села Порохова, у верхів'ї лівого схилу долини річки Бариш.
Площа — 0,1 га. Статус отриманий у 2009 році. Перебуває у віданні Порохівської сільської ради.

## Світлини

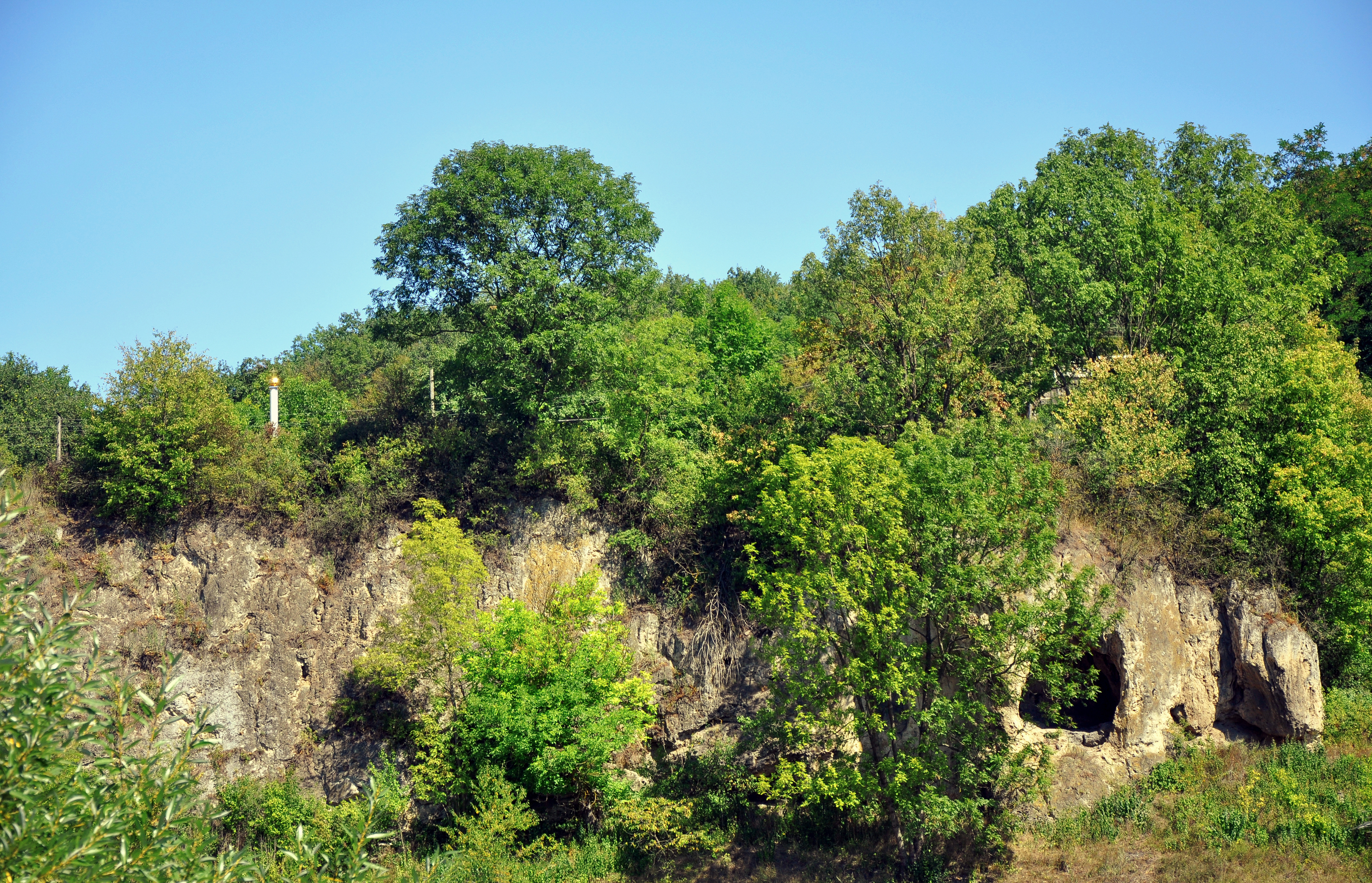
Порохівська травертинова скеля